# Kamenná (ort i Tjeckien, Olomouc)
Kamenná är en ort i Tjeckien.   Den ligger i regionen Olomouc, i den östra delen av landet, 190 km öster om huvudstaden Prag. Kamenná ligger 386 meter över havet och antalet invånare är 583.
Terrängen runt Kamenná är kuperad norrut, men söderut är den platt. Terrängen runt Kamenná sluttar söderut. Runt Kamenná är det ganska tätbefolkat, med 83 invånare per kvadratkilometer. Närmaste större samhälle är Šumperk, 12,5 km norr om Kamenná. Omgivningarna runt Kamenná är en mosaik av jordbruksmark och naturlig växtlighet.